# Wincencja
Wincencja – imię żeńskie pochodzenia łacińskiego, jeden z żeńskich odpowiedników męskiego imienia Wincenty (łac. vincens - zwyciężający). Nowe Martyrologium Rzymskie wspomina dwie święte tego imienia.
Wincencja imieniny obchodzi 28 czerwca i 26 grudnia.
Znane osoby noszące to imię:
- bł. Wincencja Maria Poloni
- św. Wincencja Gerosa
- św. Wincencja Maria López Vicuña

Zobacz też: 
- Wincenta (imię)
- Wincenta
- Wincentyna